# Erling Jacobsen
Erling Dávidsson Jacobsen (13 febbraio 1990) è un ex calciatore faroese, di ruolo difensore.